# Giacomo Chiappori
Giacomo Chiappori (Imperia, 3 ottobre 1953) è un politico italiano.

## Biografia
Nel 1989 Chiappori aderisce alla Lega Nord e negli anni successivi ricopre diversi incarichi: segretario della sezione Golfo Dianese, segretario provinciale di Imperia, segretario della Lega Nord Liguria (1994-1998) subentrato a Bruno Ravera, membro del Consiglio Federale della Lega Nord, presidente della Guardia Nazionale Padana.
Il 23 aprile 1995 è il candidato della Lega Nord per la Presidenza della Liguria e ottiene il 6,54%. 
Eletto alla Camera dei deputati nel 1996, ricopre l'incarico di capogruppo della Lega Nord in seno alla Commissione Attività Produttive. Ha ricoperto il ruolo di vice capogruppo della Lega Nord alla Camera nel 1996. Partecipa alla stesura della nuova "Legge Quadro del Turismo" e alla messa a regime del Trattato di Schengen nel settore Turistico. Si fa inoltre conoscere in quanto primo firmatario della proposta di legge sulla castrazione chimica.
Nel 2001 non viene rieletto alla Camera, essendo capolista in Liguria e non avendo la Lega Nord superato il 4% su base nazionale. In concomitanza viene però eletto sindaco di Villa Faraldi, carica alla quale viene riconfermato nel 2006 con circa l'80% dei consensi.
Nel 2002 viene nominato dal Ministro delle attività produttive Antonio Marzano consigliere di amministrazione dell'Ente Nazionale Italiano per il Turismo. In questa veste viene delegato a rappresentare l'Italia al World Travel Market di Londra, alla prima Fiera turistica cinese di Shanghai e a New York per occuparsi dell'acquisto della nuova sede dell'Istituto nazionale per il commercio estero. È stato inoltre responsabile del progetto Italy World.
Nel 2003, su espresso mandato di Umberto Bossi, crea un movimento politico denominato Alleanza Federalista, di fatto emanazione della Lega Nord nel Centro-Sud.
Il 30 maggio 2006 diventa sindaco del comune di Villa Faraldi in provincia di Imperia con la percentuale del 79,9% dei voti.
Nel 2008 rieletto alla Camera dei deputati nella XVI Legislatura, per il Partito Lega Nord nella Circoscrizione Lombardia 1. È Vicepresidente della Commissione Difesa. Dal 4 ottobre 2011 al 16 novembre 2011 è membro della Commissione Esteri in sostituzione del Ministro delle riforme Umberto Bossi.
Il 16 maggio 2011 è stato eletto alla carica di Sindaco di Diano Marina in provincia di Imperia, con una percentuale del 48,37% e riconfermato primo cittadino del comune dianese nelle elezioni amministrative del 5 giugno 2016 con la percentuale del 47,6%.
L'11 maggio 2017 è eletto alla carica di Consigliere della Provincia di Imperia con 3.543 voti ponderali. Dopo le elezioni, il Presidente della Provincia assegna a Chiappori le deleghe per i trasporti e il turismo e nel 2019 cessa dalla carica di consigliere provinciale per scadenza naturale del mandato.
Sempre nel 2017 è nominato dall'Assemblea dell'ANCI Liguria Coordinatore della Commissione Immigrazione ed in tale veste si occupa, tra l'altro, del delicato dossier del Centro di Accoglienza di Ventimiglia, al confine con la Francia.
Nel 2017 diventa vicepresidente di ANCI Liguria, sotto il sindaco di Genova Marco Bucci.
Nel 2018 è eletto dai Sindaci della Provincia di Imperia, riuniti in assemblea, come Presidente del Comitato Tecnico della società consortile pubblica Rivieracqua che gestisce il servizio idrico integrato della Provincia di Imperia: in tale veste assume il ruolo di coordinatore dell'organismo di controllo analogo della società interamente pubblica. 
Il 30 luglio 2020, dopo essere uscito dalla Lega, annuncia di volersi candidare alla presidenza della Regione Liguria con la sua lista Grande Liguria - Chiappori Presidente, espressione del partito Grande Nord di cui il suo assessore al bilancio Luigi Basso è il coordinatore regionale. Chiappori, candidato in prima persona in tre province su quattro, sfida il Governatore Giovanni Toti (sostenuto da tutta la coalizione di centro-destra) e punta a raccogliere i voti dei leghisti delusi dalla svolta sovranista del leader Matteo Salvini. La sua lista  mette insieme però solo lo 0,52% pari a circa 3500 voti; personalmente Chiappori raccoglie 459 preferenze nella Provincia di Imperia, 68 in quella di Savona e 31 su Genova.

## Vicende giudiziarie
Denunciato per diffamazione 
per aver dichiarato dell'allora amministratore delegato della GM SpA Roberto Elena azioni illegali come secondo quanto detto da Chiappori “scivolava su qualche assegnino di collaborazione ”. Nel 2012 è una dichiarazione a seguito delle accuse che gli erano state mosse per l'imbarcazione "aghé" (10 metri ormeggiata nel porto di Diano Marina, controllato dalla Gm SpA) di sua proprietà per la quale deve rispondere per chiarire la posizione, dal predecessore Zunino il quale lo accusa anche di averlo estromesso con motivi di urgenza dalla carica di amministratore delegato della Gm SpA.
La vicenda si è conclusa con una sentenza di non doversi procedere per estinzione del reato a seguito di remissione di querela, nel 2015.
Nel comune di Diano Marina alle votazioni del maggio 2011, secondo un articolo de Il Secolo XIX, Chiappori avrebbe pronunciato la seguente frase riportata virgolettata: «Se ci fate avere i voti della comunità calabrese ti nomino amministratore unico della GM». A seguito di ciò Chiappori e tre assessori vengono indagati per il reato di voto di scambio semplice , reato previsto dall'art. 86 del DPR 570/1960 e punito con la reclusione da sei mesi a tre anni. Questa proposta d'accordo di messa in carica come amministratore unico della Gestioni Municipali SpA si è concretizzata a seguito della modifica dello statuto della società, che non prevedeva nella gerarchia un unico amministratore , e della nomina di Domenico Surace il 31 gennaio 2012, calabrese.
Il processo è ancora in corso in primo grado, nonostante le accuse siano estinte per intervenuta prescrizione del reato, Giacomo Chiappori ha dichiarato al giudice di volere una pronuncia di completa assoluzione nel merito e, quindi, ha rinunciato ad avvalersi della prescrizione.
Chiappori è indagato anche per abuso d'ufficio per aver detto a un agente di polizia locale di annullare una multa a un ristoratore che aveva mantenuto un dehors oltre il tempo della concessione, e per finanziamento illecito per aver fatto tagliare alcune piante in una sua proprietà da una cooperativa che ha appalti per il Comune che avrebbe emesso una fattura inferiore al valore dei lavori compiuti.
Il processo è terminato con sentenza di assoluzione piena e nel merito di Giacomo Chiappori: all'udienza di discussione lo stesso Pubblico Ministero che chiese il processo ha terminato chiedendo l'assoluzione piena per l'imputato .